# Ariadne auf Naxos
Ariadne auf Naxos (in italiano Arianna a Nasso) è un'opera lirica di Richard Strauss su libretto di Hugo von Hofmannsthal.

## La commedia nell'opera
Nel maggio del 1911 Hofmannsthal presentò a Strauss il progetto di musicare una commedia di Molière, Il borghese gentiluomo. Il compositore mise in musica alcune scene della commedia, rivisitate da Hofmannsthal; alla commedia seguiva la breve opera di Strauss, sempre su libretto di Hofmannsthall, Ariadne auf Naxos, e la prima debuttò il 25 ottobre 1912 al Kleines Haus del Königliches Hoftheater di Stoccarda, diretta dallo stesso Strauss con il soprano Maria Jeritza.  Il pubblico però manifestò più interesse per l'opera vera e propria che per la commedia, cosa che fece indispettire Hofmannsthal, che volle eliminare la commedia da Molière, nonostante il parere contrario di Strauss.
Il progetto fu ritardato nel 1915, a causa dello scoppio della prima guerra mondiale e della composizione dell'opera La donna senz'ombra. Nel 1916 fu finalmente terminato il progetto, una sorta di teatro nel teatro: la commedia era ambientata nella casa di un signore dove poi si rappresentava l'opera. La versione finale dell'opera andò in scena con successo al Wiener Staatsoper il 4 ottobre del 1916 diretta da Franz Schalk con la Jeritza e Lotte Lehmann. 

## Cast delle prime rappresentazioni
| Ruolo                | Registro vocale       | Interprete della prima versione (Stoccarda, 1912) (Opera sola) | Interprete della seconda versione (Vienna, 1916) (Prologo ed Opera) |
| -------------------- | --------------------- | -------------------------------------------------------------- | ------------------------------------------------------------------- |
| Primadonna/Arianna   | soprano               | Maria Jeritza                                                  | Maria Jeritza                                                       |
| Tenore/Bacco         | tenore                | Herman Jadlowker                                               | Béla von Környey                                                    |
| Zerbinetta           | soprano               | Margarethe Siems                                               | Selma Kurz                                                          |
| Arlecchino           | baritono              | Albin Swoboda                                                  | Hans Duhan                                                          |
| Scaramuccio          | tenore                | Georg Maeder                                                   | Hermann Gallos                                                      |
| Truffaldino          | basso                 | Reinhold Fritz                                                 | Julius Betetto                                                      |
| Brighella            | tenore                | Franz Schwerdt                                                 | Adolph Nemeth                                                       |
| Naiade               | soprano               | M. Junker-Burchardt                                            | Charlotte Dahmen                                                    |
| Driade               | contralto             | Sigrid Onégin                                                  | Hermine Kittel                                                      |
| Eco                  | soprano               | Erna Ellmenreich                                               | Carola Jovanovic                                                    |
| Il compositore       | soprano (in travesti) |                                                                | Lotte Lehmann                                                       |
| Il maestro di musica | baritono              |                                                                | Hans Duhan                                                          |
| Il maestro di ballo  | tenore                |                                                                | Georg Maikl                                                         |
| Un parrucchiere      | baritono              |                                                                | Gerhard Stehmann                                                    |
| Un lacchè            | basso                 |                                                                | Viktor Madin                                                        |
| Un ufficiale         | tenore                |                                                                | Anton Arnold                                                        |
| Il Maggiordomo       | ruolo parlato         |                                                                | Anton August Stoll                                                  |

## Trama

### Prologo
Il prologo è ambientato in una villa viennese nel XVIII secolo, dove un aristocratico vuole intrattenere i suoi ospiti con una rappresentazione del mito di Arianna a Nasso, commissionata ad un giovane compositore entusiasta. A seguire l'opera ci sarà uno spettacolo della commedia dell'arte. Il maestro di musica si oppone, ma il maggiordomo replica che il programma non si cambia. Seguono i preparativi per l'opera e la commedia: il compositore è affascinato da Zerbinetta, che però è a capo della Commedia dell'arte, e se ne disinteressa. Anche Zerbinetta non è entusiasta, dato che sa di dover divertire un pubblico annoiato da una rappresentazione operistica.
A complicare tutto è il maggiordomo che annuncia che il padrone vuole che opera e commedia si rappresentino insieme. Il compositore è disperato, ma Zerbinetta raggiunge un compromesso: i commedianti saranno una compagnia in visita all'isola di Nasso che consoleranno la povera Arianna abbandonata da Teseo. Il compositore si oppone, ma Zerbinetta riesce a sedurlo, per poi allontanarsi. Il giovane rimane solo in scena, e quando sente il fischio che dà inizio alla rappresentazione, fugge dal palazzo.

### L'opera
Arianna è stata abbandonata da Teseo a Nasso, e invano le ninfe Eco, Driade e Naiade cercano di consolarla. Arlecchino, vedendola, intona una canzone in cui la invita ad accettare la realtà. Arianna è più sconvolta e invoca la morte, ma i comici cercano in tutti i modi di farle tornare il buon umore. Zerbinetta li congeda, e parla da sola con Arianna, asserendo di essere stata anche lei abbandonata. Ma Arianna non l'ascolta e si rifugia in una grotta, lasciando Zerbinetta sola nei suoi pensieri, per poi allontanarsi con la sua compagnia (Aria: Großmächtige Prinzessin).
Improvvisamente arrivano Eco, la Driade e la Naiade, che raccontano l'arrivo di una nave con a bordo il dio Bacco, e invitano Arianna ad uscire dalla grotta. Arianna lo scambia per Teseo, poi per Mercurio ed infine per il dio della morte; Bacco le dà corda, ma poi entrambi sentono di volersi bene, e si allontanano. Entra Zerbinetta, che esplica la sua morale al pubblico: ogni nuovo amante sembra sempre un dio.

## Organico orchestrale
La partitura di Strauss prevede l'utilizzo di:
- 2 flauti (anche ottavini), 2 oboi, 2 clarinetti, 2 fagotti
- 2 corni, tromba, trombone
- timpani, tamburo, grancassa, piatti, triangolo, tamburello, glockenspiel
- harmonium, celesta, pianoforte, 2 arpe
- 6 violini, 4 viole, 4 violoncelli, 2 contrabbassi

## Discografia parziale

### Incisioni della prima versione
| Anno | Cast (Primadonna/Arianna, Tenore/Bacco, Zerbinetta) | Direttore   | Etichetta       |
| ---- | --------------------------------------------------- | ----------- | --------------- |
| 1997 | Margaret Price, Gösta Winbergh, Sumi Jo             | Kent Nagano | Virgin Classics |

### Incisioni della seconda versione
| Anno | Cast (Primadonna/Arianna, Tenore/Bacco, Zerbinetta, Compositore, Maestro di musica)        | Direttore           | Etichetta           |
| ---- | ------------------------------------------------------------------------------------------ | ------------------- | ------------------- |
| 1954 | Elisabeth Schwarzkopf, Rudolf Schock, Rita Streich, Irmgard Seefried, Alfred Poell         | Herbert von Karajan | EMI                 |
| 1969 | Hildegard Hillebrecht, Jess Thomas, Reri Grist, Tatiana Troyanos, Dietrich Fischer-Dieskau | Karl Böhm           | Deutsche Grammophon |
| 1976 | Leontyne Price, René Kollo, Edita Gruberová, Tatiana Troyanos, Walter Berry                | Georg Solti         | Decca               |
| 1986 | Anna Tomowa-Sintow, Gary Lakes, Kathleen Battle, Agnes Baltsa, Hermann Prey                | James Levine        | Deutsche Grammophon |
| 1988 | Jessye Norman, Paul Frey, Edita Gruberová, Julia Varady, Dietrich Fischer-Dieskau          | Kurt Masur          | Philips             |
| 2000 | Deborah Voigt, Ben Heppner, Natalie Dessay, Anne Sofie von Otter, Albert Dohmen            | Giuseppe Sinopoli   | Deutsche Grammophon |

## DVD & BLU-RAY parziale
- Ariadne auf Naxos - James Levine/Deborah Voigt/Natalie Dessay/Susanne Mentzer/Richard Margison/Nathan Gunn, regia Brian Large, 2003 Virgin
- Arianna a Nasso - Christian Thielemann/Renée Fleming/Sophie Koch, regia Philippe Arlaud, 2012 Decca
- Arianna a Nasso - Karl Böhm/Gundula Janowitz/René Kollo/Walter Berry, regia Horant H. Hohlfeld, 1978 Deutsche Grammophon
- Arianna a Nasso - James Levine/Jessye Norman/Kathleen Battle/Tatiana Troyanos, 1988 Deutsche Grammophon